# 長見順
長見 順（ながみ じゅん）は、日本のブルース・ギタリスト、シンガーソングライター。

## 略歴
1987年から1988年まで、女性プログレッシブ・ロックバンド「VELVET PΛW」で活動。その後、ソロ活動でギタリスト、シンガーソングライターとして活動。
最近は、マダムギターの名でライブ活動。ハナレグミのアルバム『あいのわ』に東京スカパラダイスオーケストラとともに参加。
夫はドラマーの岡地曙裕（吾妻光良 & The Swinging Boppers、元BO GUMBOS、ブレイクダウン）。福島県福島市在住。

## 経歴
1987年から1988年まで、女性プログレッシブ・ロックバンド「VELVET PΛW」で活動。
1998年、1stアルバム『大きい花』。（2009年12月ジャケ一新して再発）
2000年、ライブ盤『ライブ2000』リリース。
2002年から翌年にかけて、SAYOKOとのユニットAPEとして活動。
2003年、2ndアルバム『OYAZI』リリース。2004年、3rdアルバム『マダムギター』リリース。
2005年、春一番に出演。同年9月、アルバム『超スローブルース』リリース。
2006年6月、Live DVD『ライブ!超スローブルース』リリース。7月、フジロックフェスティバル '06・苗場食堂に出演。
2007年、井上都紀監督の映画『大地を叩く女』にGRACE、かわいしのぶ、柴草玲と出演。アルバム『クーチークー』リリース。7月、フジロックフェスティバル '07・オレンジコートに出演。
2008年9月、アルバム『GUITAR MADAM』リリース。
2009年、ハナレグミの約4年半ぶりとなるアルバム『あいのわ』に、東京スカパラダイスオーケストラとともに、参加。
2010年6月、ミニアルバム『Madam Guitar plays Piano Madam』リリース。
2011年、在住地である福島市で東日本大震災に遭う。12月、Giulietta Machineの大津真とのデュオユニット時空兄弟結成。
2012年、アルバム『この街にはパンツが必要だ～フュ−チャリング千厩』リリース。8月、ギターパンダ、しりあがり寿らと第一回「福島クダラナ庄助祭り」開催。10月、ギターパンダとのユニット、マダムギターパンダによる『新しい人』をリリース。
2013年、大友良英が劇伴担当した連続テレビ小説「あまちゃん」の「あまちゃんスペシャルビッグバンド」参加。8月、プロジェクト FUKUSHIMA「納涼!盆踊り」で「ええじゃないか音頭」歌唱。12月、女性ミュージシャンのツワモノたちを集めた『オウケストラ・オンナ・パンチ』（Pヴァイン）リリース。
2017年8月、『在庭坂』リリース。
2018年8月、地底レコードより時空兄弟1stアルバム『殺しのシミュレーション』リリース。

## 参加ユニット
- 長見順トリオ
- 長見順BAND
- 長見順GROUP（長見順、藤沢由二、上村勝正、岡地曙裕）
- パンチの効いたブルース!（長見順、かわいしのぶ、GRACE）
- 筆おろし（長見順・柴草玲・GRACE）
- ミュージック・ヘアー（大西ユカリ・長見順・柴草玲・GRACE・かわいしのぶ・あのゆかり）
- APE（SAYOKO、長見順）
- 時空兄弟（長見順、大津真）
- マダムギターパンダ（長見順、ギターパンダ=山川のりを）[2]
- パンチの効いたオウケストラ（長見順、かわいしのぶ、GRACE、エミ・エレオノーラ、橋本一子、江藤直子、太田朱美、小森慶子、ヤマカミヒトミ、yukarie、浦朋恵、松居亜由美、向島ゆり子、関根真理）
- Peng Peng Dong Peee（長見順、ワダマンボ、岡地曙裕、アンドウケンジロウ）[9]

## ディスコグラフィー

### ソロ
- 1998年 『大きい花』（NYON）
- 2000年 『ライブ2000』（NYON）
- 2003年 『OYAZI』（NYON）
- 2004年 『マダム・ギター』（NYON）
- 2005年 『超スローブルース』（Pヴァイン）
- 2007年 『クーチークー』（Pヴァイン）
- 2008年 『GUITAR MADAM』（Pヴァイン）
- 2010年 『Madam Guitar plays Piano Madam』（NYON）
- 2012年 『この街にはパンツが必要だ～フュ−チャリング千厩』（KAKUZO）
- 2017年 『在庭坂』（NYON）
- 2023年 『Madam beats old piano in Zainiwasaka』（NYON）
- 2025年 『クイ～ンオブルーズ』（Pヴァイン）

### Peng Peng Dong Peee
- 2019年 『ppdp』（Yukanoshita Sounds）
- 2020年 『シブキューフ』（Yukanoshita Sounds）
- 2023年 『ジャ、ジャンクション』（Yukanoshita Sounds）
- 2025年 『9AM』（Yukanoshita Sounds）

### その他
- 2012年 マダムギターパンダ『新しい人』（redrec/sputniklab.inc）
- 2013年 パンチの効いたオウケストラ『オウケストラ・オンナ・パンチ』（Pヴァイン）
- 2018年 時空兄弟『殺しのシミュレーション』（NYON）

### DVD
- 2006年 『ライヴ！超スローブルース』（Pヴァイン）

## 主な出演

### 映画
- 別れかた 暮らしかた（2016年、ドキュメンタリー映画） ※ 友情出演 [11]